# ماندل لو
ماندل لو (انگلیسی: Mundell Lowe) گیتارنواز، آهنگساز، رهبر ارکستر اهل ایالات متحده آمریکا است.
از فیلم‌ها یا مجموعه‌های تلویزیونی که وی در آن‌ها نقش داشته است، می‌توان به هاوایی فایو-او، عشق روی پشت‌بام و آنچه همیشه می‌خواستید درباره سکس بدانید... اشاره نمود.